# Илль и Галерон
«Илль и Галеро́н» — роман Готье из Арраса.
Эта книга Готье несомненно вдохновлена одним из лэ Марии Французской («Элидук»). В романе «Илль и Галерон» и в лэ «Элидук» одна центральная тема — любовь героя к двум женщинам. Часть действия протекает в Бретани, и герои являются её уроженцами.
Готье рассказывает о том, как Илль отвоёвывает свой наследственный фьеф, продвигается по общественной лестнице, становится сенешалем бретонского герцога Конона, женится на Галерон, герцогской сестре, оттеснив других претендентов на её руку — герцога Нормандии, графов Анжу и Пуатье.
Как и герой лэ Марии, Илль живёт какое-то время счастливо с женой. Но в одном из сражений он получает страшную рану и теряет глаз. Он боится, что это увечье оттолкнёт от него жену. Илль решает скрыться. После ряда перипетий он прибывает в Рим, император которого ведет тяжёлую войну с византийцами. Наш герой возглавляет римские войска и одерживает победу. На первых порах Илль остаётся верен своей жене и не идёт навстречу любовным порывам императорской дочери Ганор. Герой предпринимает безуспешные поиски жены (а та в это время живет инкогнито в Риме), и лишь удостоверившись в их тщетности, готов вступить в новый брак.
Но Готье из Арраса не может позволить своему герою совершить грех двоежёнства: в разгар предсвадебных приготовлений в Риме объявляется Галерон. Она готова уйти в монастырь и дать свободу своему супругу, но он, полный счастья, возвращается с женой в Бретань, благополучно приживает троих детей и готов и далее вести безмятежную семейную жизнь. Однако смертельная болезнь дочери заставляет Галерон дать обет принять постриг, если девочка останется жива. Идуана выздоравливает, Галерон удаляется в уединённое аббатство, а Илль, снова придя на помощь римлянам в их войне с византийским императором, женится в конце концов на Ганор.